# تورناکاپولنا
تورناکاپولنا (به مجاری:  Tornakápolna) یک منطقهٔ مسکونی در مجارستان است که در ناحیه ادلنی واقع شده‌است.